# Ixtlapalaco, Hidalgo
Ixtlapalaco är en ort i Mexiko.   Den ligger i kommunen Tepehuacán de Guerrero och delstaten Hidalgo, i den sydöstra delen av landet, 190 km norr om huvudstaden Mexico City. Ixtlapalaco ligger 285 meter över havet och antalet invånare är 479.
Terrängen runt Ixtlapalaco är kuperad åt nordost, men åt sydväst är den bergig. Ixtlapalaco ligger nere i en dal. Runt Ixtlapalaco är det ganska tätbefolkat, med 60 invånare per kvadratkilometer. Närmaste större samhälle är Tamazunchale, 15,8 km nordost om Ixtlapalaco. I omgivningarna runt Ixtlapalaco växer huvudsakligen savannskog.